# Многопрофилна болница за активно лечение „Свети Иван Рилски“ – Разград
Многопрофилна болница за активно лечение „Свети Иван Рилски“ – Разград е болница в град Разград, България.
Основана на 4 май 1879 година, тя функционира като регионална болница за област Разград, в която се извършват прецизни медико-диагностични консултации, поискани от всички лечебни заведения в района.

## История
Разградската болница съществува от 4 май 1879 година. През 1881 година руският лекар Борис Окс създава там първата българска ваксина срещу едра шарка и започва нейното производство, с което предотвратява епидемия в цяла Североизточна България.